# USS McKean (DD-90)
USS McKean (DD-90) – amerykański niszczyciel typu Wickes będący w służbie United States Navy w okresie po I wojnie światowej. Patronem okrętu był William Wister McKean.
Stępkę niszczyciela położono 12 lutego 1918. Okręt zwodowano 4 lipca 1918 w stoczni Union Iron Works w San Francisco. Matką chrzestną była Helen La Monte Ely. Jednostka weszła do służby 25 lutego 1919 w San Francisco, pierwszym dowódcą został Lieutenant Commander Raleigh C. Williams.
Okręt służył na Atlantyku od 1919 do 1922. Odbył podróż na wody europejskie pomiędzy majem a lipcem 1919. Operował głównie z Nowego Jorku i Charleston. Został wycofany ze służby 19 czerwca 1922. Przeklasyfikowany na szybki transportowiec (ang. High Speed Transport) APD-5 2 sierpnia 1940. Wszedł do służby 11 grudnia 1940. Jego dowódcą został Lieutenant Commander Thomas Burrows.
Brał udział w różnych desantach na Salomonach. Został trafiony torpedą lotniczą 17 listopada 1943, gdy szedł z ładunkiem 185 marines. Zginęło 64 członków załogi i 52 marines.